# Enyalius
Genre
Enyalius est un genre de sauriens de la famille des Leiosauridae.

## Répartition
Les dix espèces de ce genre se rencontrent en Uruguay et au Brésil.

## Liste des espèces
Selon The Reptile Database (8 décembre 2014) :
- Enyalius bibronii Boulenger, 1885
- Enyalius bilineatus (Duméril & Bibron, 1837)
- Enyalius boulengeri Etheridge, 1969
- Enyalius brasiliensis (Lesson, 1830)
- Enyalius capetinga (Breitman, Domingos, Bagley, Ferrari, Cavalcante, Pereira, Abreu, De Lima, Morais, Del Prette, Silva, Mello, Carvalho, Lima, Silva, Matias, Carvalho, Pantoja, Gomes, Paschoaletto, Rodrigues, Talarico, Barreto-lima & Colli, 2018)
- Enyalius catenatus (Wied, 1821)
- Enyalius erythroceneus Rodrigues, De Freitas, Santos Silva & Viña Bertolotto, 2006
- Enyalius iheringii Boulenger, 1885
- Enyalius leechii (Boulenger, 1885)
- Enyalius perditus Jackson, 1978
- Enyalius pictus (Schinz, 1822)

## Publication originale
- Wagler, 1830 : Natürliches System der Amphibien, mit vorangehender Classification der Säugetiere und Vögel. Ein Beitrag zur vergleichenden Zoologie. 1.0. Cotta, München, Stuttgart and Tübingen, p. 1-354 (texte intégral).